# 狼と香辛料 (アニメ)
『狼と香辛料』（おおかみとこうしんりょう）は、支倉凍砂による同名のライトノベルを原作としたアニメ。

## 2008年版
2007年8月にテレビアニメ化が発表され、2008年1月から3月までテレ玉ほかにて放送された。
2008年10月に開催されたイベント「電撃文庫 秋の祭典」にて第2期『狼と香辛料II』の制作が発表され、2009年7月から9月までtvkほかにて放送された。一部を除く放送局ではハイビジョン制作。キャストと監督、脚本はそのままで、制作会社はIMAGINからブレインズ・ベースとマーヴィージャックへ、キャラクターデザイン・総作画監督は黒田和也から小林利充へと変更されている。

### 登場人物（2008年版）
- クラフト・ロレンス - 声：福山潤[4]
- ホロ - 声：小清水亜美[4]

### スタッフ（2008年版）
|                                 | 第1期                        | 第2期                                 |
| ------------------------------- | ---------------------------- | ------------------------------------- |
| 原作                            | 支倉凍砂                     | 支倉凍砂                              |
| キャラクター原案                | 文倉十                       | 文倉十                                |
| 監督                            | 高橋丈夫                     | 高橋丈夫                              |
| 脚本                            | 荒川稔久                     | 荒川稔久                              |
| キャラクターデザイン 総作画監督 | 黒田和也                     | 小林利充                              |
| 美術監督                        | 小濱俊裕                     | 小濱俊裕                              |
| 美術設定                        | N/A                          | 塩澤良憲                              |
| 色彩設計                        | 佐野ひとみ                   | 佐野ひとみ                            |
| 撮影監督                        | 松井伸哉                     | 館信一郎                              |
| 編集                            | 渡辺直樹                     | 内田恵                                |
| 音響監督                        | 高桑一                       | 高桑一                                |
| 音楽                            | 吉野裕司                     | 吉野裕司                              |
| 音楽プロデューサー              | 井上裕香子                   | 井上裕香子                            |
| 音楽制作                        | FlyingDog                    | FlyingDog                             |
| 音楽制作                        | JVCエンタテインメント        | N/A                                   |
| プロデューサー                  | 石黒達也、徳田直已、鈴木智子 | 石黒達也、徳田直已、鈴木智子          |
| プロデューサー                  | 松永裕一、あらかわまさのぶ   | 藤田朋洋                              |
| エグゼクティブ プロデューサー   | 福場一義、小山直子           | 福場一義、小山直子                    |
| アニメーション プロデューサー   | 中塚裕治                     | 小林辰与、大野雅義                    |
| アニメーション制作              | IMAGIN                       | ブレインズ・ベース マーヴィージャック |
| 製作                            | 「狼と香辛料」 製作委員会    | 「狼と香辛料II」 製作委員会           |

### 制作（2008年版）
監督の高橋丈夫によれば本作のテーマは「誰もが自分の物語を生きている」であるという。高橋はアニメ制作において意識した点として「原作の持ち味を損なわないようにする」ことを挙げている。高橋は第1期が好評だったゆえに第2期制作に繋がったことを明かしたうえで、第2期制作においては「第1期の雰囲気をどうやってそのまま持続していくか」を意識したと話している。
ロレンス役の福山潤は本作は情報量の多い経済をテーマとして扱っており、気を抜くと演じる側が情報の波に流されてしまうことから、まずはホロとロレンスの会話を楽しんでもらえる雰囲気作りをしながら、自然に情報が得られるペース作りをすることを意識したと話している。一方で、ホロ役を演じる小清水亜美はホロがかなりマイペースなキャラクターであることから、会話の主導権をロレンスに奪われないために、自身のペースで会話をすることを意識したと話している。また、小清水はホロの廓詞が魅力としたうえで、演じる際には噛まないで喋ること（「くりゃれ」が「くられ」にならないようにするなど）を気を付けていると話している。
基本的に原作小説に忠実に描かれているが、パスロエ村の麦売買交渉人・ヤレイがアニメ版では少女・クロエに変更されている。これにより、パッツィオにてホロとロレンスが被ったトラブルの元凶はクロエとなり、その根幹には「ロレンスへの好意」と「ホロへの嫉妬」があると解釈させるものとなっている。これらの改変は「アニメーション的な華を持たせる」「犯行の動機付けをより視聴者に分かりやすくする」というメリットを生み出している（なお、2024年版では、原作通りヤレイになっている）。

### 主題歌（2008年版）
「旅の途中」
清浦夏実による第1期オープニングテーマ。作詞は小峰公子、作曲・編曲は吉良知彦。第13話ではエンディングテーマとして使用された。
「リンゴ日和 〜The Wolf Whistling Song」
ROCKY CHACKによる第1期エンディングテーマ。作詞はChris Mosdell、作曲は山下太郎&noe、編曲は保刈久明。第13話では使用されなかった。
「蜜の夜明け」
新居昭乃による第2期オープニングテーマ。作詞・作曲は新居。
「Perfect World」
ROCKY CHACKによる第2期エンディングテーマ。作詞は岩里祐穂、作曲は山下太郎&noe。

### 反響・評価（2008年版）
「アキバ総研」によれば、テレビアニメの放送開始以降、原作小説第1巻の品切れ状態が長期間続いたという。
ライターの宇多田イタチは廓詞を使用するホロの可愛さに称賛するとともに、本作が「本格的な経済アニメ」であると評した。宇多田はエピソードの中でロレンスが金銭のやり取りをせずに二つの契約を交わす「為替」を例に挙げており、ファンタジーアニメを見ていたはずが「為替の仕組み」まで理解でき、一石二鳥であると述べている。

### 各話リスト（2008年版）
| 話数     | サブタイトル     | 絵コンテ       | 演出                         | 作画監督                                       | 初放送日       |       |       |       |       |       |       |       |       |       |       |       |       |       |       |       |       |       |       |       |
| 第1期    | 第1期            | 第1期          | 第1期                        | 第1期                                          | 第1期          | 第1期 | 第1期 | 第1期 | 第1期 | 第1期 | 第1期 | 第1期 | 第1期 | 第1期 | 第1期 | 第1期 | 第1期 | 第1期 | 第1期 | 第1期 | 第1期 | 第1期 | 第1期 | 第1期 |
| -------- | ---------------- | -------------- | ---------------------------- | ---------------------------------------------- | -------------- | ----- | ----- | ----- | ----- | ----- | ----- | ----- | ----- | ----- | ----- | ----- | ----- | ----- | ----- | ----- | ----- | ----- | ----- | ----- |
| 第一幕   | 狼と一張羅       | 高橋丈夫       | 臼井文明                     | 小堺能夫 大塚美登里 LEE SI MIN KYOUNG BACK MIN | 2008年 1月9日  |       |       |       |       |       |       |       |       |       |       |       |       |       |       |       |       |       |       |       |
| 第二幕   | 狼と遠い過去     | 高橋丈夫       | 古谷田順久                   | 大塚美登里                                     | 1月16日        |       |       |       |       |       |       |       |       |       |       |       |       |       |       |       |       |       |       |       |
| 第三幕   | 狼と商才         | 矢吹勉         | 岩本美香 宍戸淳              | 桂木杏                                         | 1月23日        |       |       |       |       |       |       |       |       |       |       |       |       |       |       |       |       |       |       |       |
| 第四幕   | 狼と無力な相棒   | 中山正恵       | 迫井政行                     | 広田知子 KYOUNG BACK MIN                       | 1月30日        |       |       |       |       |       |       |       |       |       |       |       |       |       |       |       |       |       |       |       |
| 第五幕   | 狼と痴話喧嘩     | 高本宣弘       | 川久保圭史                   | LEE SI MIN 玉井公子                            | 2月6日         |       |       |       |       |       |       |       |       |       |       |       |       |       |       |       |       |       |       |       |
| 第六幕   | 狼と無言の別れ   | 高橋丈夫       | 臼井文明 篠原誠              | 大塚美登里 清水空翔 高澤美佳                   | 2月13日        |       |       |       |       |       |       |       |       |       |       |       |       |       |       |       |       |       |       |       |
| 第七幕   | 狼と幸福の尻尾   | 島津裕行       | 岩本美香                     | 広田知子 PARK GI DEOK                          | 2009年 5月14日 |       |       |       |       |       |       |       |       |       |       |       |       |       |       |       |       |       |       |       |
| 第八幕   | 狼と正しき天秤   | 島津裕行       | 高木秀文                     | PARK GI DEOK JOO OK YOON                       | 2月20日        |       |       |       |       |       |       |       |       |       |       |       |       |       |       |       |       |       |       |       |
| 第九幕   | 狼と羊飼いの子羊 | 中山正恵       | 岩本美香                     | 広田知子 KYOUNG BACK MIN                       | 2月27日        |       |       |       |       |       |       |       |       |       |       |       |       |       |       |       |       |       |       |       |
| 第十幕   | 狼と渦巻く陰謀   | 高橋丈夫       | 川久保圭史                   | 清水空翔                                       | 3月5日         |       |       |       |       |       |       |       |       |       |       |       |       |       |       |       |       |       |       |       |
| 第十一幕 | 狼と最大の秘策   | 島津裕行       | 小野田雄亮                   | PARK GI DEOK JOO OK YOON                       | 3月12日        |       |       |       |       |       |       |       |       |       |       |       |       |       |       |       |       |       |       |       |
| 第十二幕 | 狼と若僧の群れ   | 中山正恵       | 高木秀文                     | 小堺能夫                                       | 3月19日        |       |       |       |       |       |       |       |       |       |       |       |       |       |       |       |       |       |       |       |
| 第十三幕 | 狼と新たな旅立ち | 高橋丈夫       | 川久保圭史 高木秀文 高橋丈夫 | 清水空翔 小堺能夫 LEE SI MIN                   | 3月26日        |       |       |       |       |       |       |       |       |       |       |       |       |       |       |       |       |       |       |       |
| 第2期    |                  |                |                              |                                                |                |       |       |       |       |       |       |       |       |       |       |       |       |       |       |       |       |       |       |       |
| 第0幕    | 狼と琥珀色の憂鬱 | 高橋丈夫       | 殿勝秀樹                     | 小林利充                                       | 2011年 11月1日 |       |       |       |       |       |       |       |       |       |       |       |       |       |       |       |       |       |       |       |
| 第一幕   | 狼とふとした亀裂 | 高橋丈夫       | 山門郁夫                     | 吉本拓二 山門郁夫                              | 2009年 7月9日  |       |       |       |       |       |       |       |       |       |       |       |       |       |       |       |       |       |       |       |
| 第二幕   | 狼と嵐の前の静寂 | 高橋丈夫       | ところともかず               | 泰野好紹                                       | 7月16日        |       |       |       |       |       |       |       |       |       |       |       |       |       |       |       |       |       |       |       |
| 第三幕   | 狼と埋まらない溝 | 高橋丈夫       | 寺沢伸介                     | 吉本拓二 長坂寛治                              | 7月23日        |       |       |       |       |       |       |       |       |       |       |       |       |       |       |       |       |       |       |       |
| 第四幕   | 狼と浅知恵の末路 | 殿勝秀樹       | 山門郁夫                     | 山門郁夫                                       | 7月30日        |       |       |       |       |       |       |       |       |       |       |       |       |       |       |       |       |       |       |       |
| 第五幕   | 狼と希望と絶望   | ところともかず | 所俊克                       | 鷲田敏弥                                       | 8月6日         |       |       |       |       |       |       |       |       |       |       |       |       |       |       |       |       |       |       |       |
| 第六幕   | 狼と信ずべき神   | 高橋丈夫       | 寺沢伸介                     | 柳瀬譲二                                       | 8月13日        |       |       |       |       |       |       |       |       |       |       |       |       |       |       |       |       |       |       |       |
| 第七幕   | 狼と戯れの日々   | 島津裕行       | さんぺい聖                   | 亀谷響子                                       | 8月20日        |       |       |       |       |       |       |       |       |       |       |       |       |       |       |       |       |       |       |       |
| 第八幕   | 狼と蠱惑的な旅人 | 渡辺正樹       | 町谷俊輔                     | Nam Misun 森川均                               | 8月27日        |       |       |       |       |       |       |       |       |       |       |       |       |       |       |       |       |       |       |       |
| 第九幕   | 狼と無謀な商談   | 寺澤伸介       | 三浦陽                       | 松岡謙治                                       | 9月3日         |       |       |       |       |       |       |       |       |       |       |       |       |       |       |       |       |       |       |       |
| 第十幕   | 狼と孤独な微笑み | ところともかず | 清水久敏                     | 鷲田敏弥                                       | 9月10日        |       |       |       |       |       |       |       |       |       |       |       |       |       |       |       |       |       |       |       |
| 第十一幕 | 狼と別れの決意   | 高橋丈夫       | 所俊克                       | 谷口繁則 清水空翔                              | 9月17日        |       |       |       |       |       |       |       |       |       |       |       |       |       |       |       |       |       |       |       |
| 第十二幕 | 狼ととめどなき涙 | 高橋丈夫       | さんぺい聖                   | 尾尻進矢 谷口繁則 清水空翔 田中正之 柳孝相     | 9月24日        |       |       |       |       |       |       |       |       |       |       |       |       |       |       |       |       |       |       |       |

### 放送局（2008年版）
| 放送地域 | 放送局     | 放送期間                | 放送日時                     | 放送系列           | 備考             |
| -------- | ---------- | ----------------------- | ---------------------------- | ------------------ | ---------------- |
| 埼玉県   | テレ玉     | 2008年1月9日 - 3月26日  | 火曜 1:30 - 2:00（火曜深夜） | 独立UHF局          |                  |
| 千葉県   | チバテレビ | 2008年1月9日 - 3月26日  | 火曜 1:30 - 2:00（火曜深夜） | 独立UHF局          |                  |
| 愛知県   | テレビ愛知 | 2008年1月9日 - 3月26日  | 水曜 3:28 - 3:58（火曜深夜） | テレビ東京系列     | ハイビジョン放送 |
| 神奈川県 | tvk        | 2008年1月10日 - 3月27日 | 木曜 1:15 - 1:45（水曜深夜） | 独立UHF局          |                  |
| 京都府   | KBS京都    | 2008年1月11日 - 3月28日 | 金曜 1:30 - 2:00（木曜深夜） | 独立UHF局          |                  |
| 兵庫県   | サンテレビ | 2008年1月11日 - 3月28日 | 金曜 2:10 - 2:40（木曜深夜） | 独立UHF局          |                  |
| 東京都   | TOKYO MX   | 2008年1月12日 - 3月29日 | 土曜 1:30 - 2:00（金曜深夜） | 独立UHF局          | ハイビジョン放送 |
| 日本全国 | AT-X       | 2008年1月24日 - 4月10日 | 木曜 11:00 - 11:30           | CS放送             | リピート放送あり |
| 日本全国 | GYAO!      | 2008年2月8日 - 4月25日  | 金曜 12:00 更新              | インターネット配信 | 無料配信         |

| 放送地域 | 放送局     | 放送期間                | 放送日時                     | 放送系列       | 備考                    |
| -------- | ---------- | ----------------------- | ---------------------------- | -------------- | ----------------------- |
| 神奈川県 | tvk        | 2009年7月9日 - 9月24日  | 木曜 1:15 - 1:45（水曜深夜） | 独立UHF局      | ハイビジョン放送        |
| 愛知県   | テレビ愛知 | 2009年7月9日 - 9月24日  | 木曜 2:28 - 2:58（水曜深夜） | テレビ東京系列 | ハイビジョン放送        |
| 千葉県   | チバテレビ | 2009年7月10日 - 9月25日 | 金曜 1:00 - 1:30（木曜深夜） | 独立UHF局      | SD画質アプコン放送      |
| 兵庫県   | サンテレビ | 2009年7月10日 - 9月25日 | 金曜 2:10 - 2:40（木曜深夜） | 独立UHF局      | ハイビジョン放送        |
| 京都府   | KBS京都    | 2009年7月11日 - 9月26日 | 土曜 1:00 - 1:30（金曜深夜） | 独立UHF局      | ハイビジョン放送        |
| 埼玉県   | テレ玉     | 2009年7月11日 - 9月26日 | 土曜 1:30 - 2:00（金曜深夜） | 独立UHF局      | SD画質アプコン放送      |
| 東京都   | TOKYO MX   | 2009年7月11日 - 9月26日 | 土曜 1:30 - 2:00（金曜深夜） | 独立UHF局      | ハイビジョン放送        |
| 日本全国 | AT-X       | 2009年7月20日 - 10月5日 | 月曜 9:30 - 10:00            | CS放送         | リピート放送あり SD画質 |

### DVD / BD
| 巻  | 発売日        | 収録話              | 規格品番   | 規格品番   | 規格品番   | 出典   |
| 巻  | 発売日        | 収録話              | BD         | 限定版DVD  | 通常版DVD  | 出典   |
| --- | ------------- | ------------------- | ---------- | ---------- | ---------- | ------ |
| 1   | 2008年4月2日  | 第一幕 - 第三幕     | N/A        | PCBG-51159 | PCBG-51176 | [ 13 ] |
| 2   | 2008年4月25日 | 第四幕 - 第五幕     | N/A        | PCBG-51160 | PCBG-51177 | [ 14 ] |
| 3   | 2008年5月30日 | 第六幕 - 第七幕     | N/A        | PCBG-51178 | PCBG-51161 | [ 15 ] |
| 4   | 2008年6月27日 | 第八幕 - 第九幕     | N/A        | PCBG-51179 | PCBG-51162 | [ 16 ] |
| 5   | 2008年7月25日 | 第十幕 - 第十一幕   | N/A        | PCBG-51180 | PCBG-51163 | [ 17 ] |
| 6   | 2008年8月29日 | 第十二幕 - 第十三幕 | N/A        | PCBG-51181 | PCBG-51164 | [ 18 ] |
| BOX | 2009年1月30日 | 第一幕 - 第十三幕   | PCXG-60001 | N/A        | N/A        | [ 19 ] |

| 巻 | 発売日        | 収録話            | 規格品番   | 規格品番   | 出典   |
| 巻 | 発売日        | 収録話            | BD         | DVD        | 出典   |
| -- | ------------- | ----------------- | ---------- | ---------- | ------ |
| 1  | 2009年10月7日 | 第一幕 - 第三幕   | PCXG-50011 | PCBG-51481 | [ 20 ] |
| 2  | 2009年11月4日 | 第四幕 - 第六幕   | PCXG-50012 | PCBG-51482 | [ 21 ] |
| 3  | 2009年12月2日 | 第七幕 - 第九幕   | PCXG-50013 | PCBG-51483 | [ 22 ] |
| 4  | 2010年1月6日  | 第十幕 - 第十二幕 | PCXG-50014 | PCBG-51484 | [ 23 ] |

| 巻               | 発売日        | 収録話                                         | 規格品番   | 規格品番   | 出典   |
| 巻               | 発売日        | 収録話                                         | BD         | DVD        | 出典   |
| ---------------- | ------------- | ---------------------------------------------- | ---------- | ---------- | ------ |
| #                | 2012年7月18日 | 第1期 第一幕 - 第十三幕 第2期 第0幕 - 第十二幕 | N/A        | PCBG-61154 | [ 24 ] |
| #                | 2013年3月6日  | 第1期 第一幕 - 第十三幕 第2期 第0幕 - 第十二幕 | PCXG-60042 | N/A        | [ 25 ] |
| 10th ANNIVERSARY | 2016年10月5日 | 第1期 第一幕 - 第十三幕 第2期 第0幕 - 第十二幕 | PCXG-60076 | N/A        | [ 26 ] |

### ホロのショートアニメ
2008年版第2期BDの第1巻と第2巻に収録された映像特典。DVDには未収録。第1巻では作中のパンと葡萄酒について解説し、第2巻ではヨイツ流ストレッチをレクチャーする。サブタイトルは以下の通り。
1. わっちと”おべんきょう”
2. わっちと”すとれっち”ヨイツ流

### インターネットラジオ
2007年12月、アニメイトTVにてテレビアニメ第1期の放送に先駆けて『小清水亜美・福山潤のオオカミックラジオ』として配信開始し、2008年4月25日に終了した。
2009年、テレビアニメ第2期の放送が決定したことを受け、2009年6月10日よりラジオ第2期『小清水亜美・福山潤のオオカミックラジオII』の配信が開始され、2009年10月28日に終了した。

#### 小清水亜美・福山潤のオオカミックラジオ
- 配信期間：2007年12月7日 - 2008年4月25日（全10回）
- 配信日：隔週金曜日
- 配信サイト：アニメイトTV
- パーソナリティ：小清水亜美（ホロ役）、福山潤（ロレンス役）

コーナー
ふつおた
普通のお便りを紹介する。
コーナー募集
やってほしいコーナーをリスナーから募集する。
わっちを惚れさせるなや?
ホロを口説き落とすためのシチュエーションと台詞を募集、その台詞を福山が読み、小清水が判定する。
第10回のみ「俺を困らせるなよ」、として2人の役割が変わった。
賢狼に訊け!
リスナーが日頃疑問に思っていることや悩み事等を募集し、小清水が解答していく。
3分イラスト道場 オオカミの穴!
狼と香辛料にちなんだお題のイメージイラストを制限時間内に二人が描き、対決する。
狼が来るぞ〜
狼と香辛料の関連商品を紹介する。
ラジオドラマ「狼と琥珀色の憂鬱」
オリジナルドラマ。

#### 小清水亜美・福山潤のオオカミックラジオII
- 配信期間：2009年6月10日 - 2009年10月28日（全10回）
- 配信日：第2・第4水曜日
- 配信サイト：アニメイトTV
- パーソナリティ：小清水亜美（ホロ役）、福山潤（ロレンス役）

コーナー
配信前、「第1期ではできなかったこと」などをテーマに番組内で行うコーナー提案の募集が行われた。
今日オオカミック商会
第2期からの新コーナーで、各地の名産・食べ物を募集する。
豊作の歌
第2期からの新コーナー。ロレンスこと福山潤がリスナーが手に入れた凄い物の価値を判定する。
狼の穴II
第1期から引き継いだ、福山潤と小清水亜美の対決コーナー。
荷物はな〜に?
第2期からの新コーナー。何かをするとき役立つものは何かをリスナーに訊ねる。
賢狼に聞けII
曰く、第1期で人気だったコーナー。寄せられた相談を、賢狼ホロではなく小清水亜美が答える。
ふつおた・アニメの感想も!
質問、相談、挑戦状などのメールを募集。

## 2024年版
2022年2月25日には、完全新作アニメの制作が発表された。『狼と香辛料 MERCHANT MEETS THE WISE WOLF』のタイトルで、第1期が2024年4月から9月までテレビ東京ほかにて放送された。第2期の制作が決定している。

### 登場人物（2024年版）
- クラフト・ロレンス - 声：福山潤[28]
- ホロ - 声：小清水亜美[28]

### スタッフ（2024年版）
- 原作 - 支倉凍砂[28]
- キャラクター原案 - 文倉十[28]
- 総監督 - 高橋丈夫[28]
- 監督 - さんぺい聖[28]
- 助監督 - 北村充基
- シリーズ構成 - 浦畑達彦（第1クール）、木澤行人・猫田幸（第2クール）
- キャラクターデザイン - 羽田浩二[30]
- 美術監督 - 井上一宏[30]
- 美術設定 - 青木薫・天田俊貴（第1クール）、小畑嶺二[30]、中村嘉博・行信三・芳崎正樹（第2クール）
- 色彩設計 - 小山知子[30]
- 撮影監督 - 林幸司[30]
- 編集 - 丹彩子[30]
- 3DCGディレクター - 加納真季
- 音響監督 - 吉田知弘[30]
- 音楽 - Kevin Penkin[28]
- 音楽プロデューサー - 小林健樹
- 音楽制作 - 東宝ミュージック
- チーフプロデューサー - 高橋敦司、武井克弘
- プロデューサー - 堀田章一、近藤朋久、山内未來、外川明宏、宮原恵
- エグゼクティブプロデューサー - 山中一孝、久保雄一郎
- アニメーションプロデューサー - 西藤和広
- 制作プロデューサー - 高橋勇輔（第14話 - 第22話）
- プロデュース - ENISHIYA[28]
- アニメーション制作 - パッショーネ[28]
- 製作 - ローエン商業組合[30]

### 制作（2024年版）

#### スタッフィング
テレビアニメ化に際しては、「2008年版を否定しない」としつつも絶対ではないという方針が立てられた。2008年版で監督を務めた高橋丈夫が総監督を務める一方、2008年版の第2期に演出を手掛けていたさんぺい聖が監督を務める。

#### 美術
ホロ役の小清水亜美はアニメイトタイムズとのインタビューの中で、2024年版のホロのデザインについて、根本は変わらないとしつつ、やや肉付きが良くなったとしている。

#### 演技・キャスティング
ロレンス役とホロ役はいずれも2008年版と同様に 福山潤と小清水亜美が起用されており、2人とも2008年版の続編かと思っていたと話している。小清水はアニメイトタイムズとのインタビューの中で自分にホロ役のオファーが来たこととに驚いたと話しつつも、全体が見えていない時点からどうすべきか悩んだとも話している。小清水は変わらない部分を大切にしつつも、令和の視聴者たちが見たいと思える作品にしなくてはならないと述べている。一方、ロレンス役の福山潤は第1話の台本を読んだ際に最初からアニメ化することを知り複雑な気持ちになったとまんたんウェブとのインタビューの中で振り返っている。

### 主題歌（2024年）
「旅のゆくえ」
Hana Hopeによる第1期第1クールオープニングテーマ。作詞は小西裕子、作曲はぱやん、編曲は田中隼人。
「アンダンテ」
ClariSによる第1期第1クールエンディングテーマ。作詞は長沢知亜紀と永野小織、作曲・編曲は小野貴光。
「Sign」
Aimerによる第1期第2クールオープニングテーマ。作詞はaimerrhythm、作曲は福島章嗣、編曲は玉井健二と百田留衣。
「りんごと君」
音莉飴による第1期第2クールエンディングテーマ。作詞は音莉飴、作曲はあかり（音莉飴）とbutter.D（MARUMOCHI）、編曲はMARUMOCHI。

### 各話リスト（2024年版）
| 第一幕     | 収穫祭と狭くなった御者台       | 浦畑達彦 | 高橋丈夫          | 北村充基                                           | 篠原健二 江藤大気 福島勇 五藤有樹 井上貴騎 露木愛里 | 羽田浩二                                                                                    | 2024年 4月2日 |
| 第二幕     | いたずら狼と笑えない冗談       | 浦畑達彦 | さんぺい聖        | 小森輝史                                           | 五藤有樹 細田沙織 中尾高之 徐玉寧 李文竜 呉晶晶 孫一銘 顧錦森 王思語 包佳儀 殷鈞濤 蘇子緯 | 羽田浩二 福島勇 露木愛里 日向晴香                                                           | 4月9日        |
| 第三幕     | 港町と甘い誘惑                 | 浦畑達彦 | 頂真司            | 萩野竜也                                           | 井上貴騎 小橋陽介 鈴木雄大 Amphibi 黄志龍 EN.studio 徐玉寧 李文竜 孫一銘 顧錦森 王思語 包佳儀 馬徐蕾 HONG NHUNG 郭婷 王夢靈 何振偉 何映潬 黄志華 シンヒョンウ                                                                                                   | 渡辺浩二 江藤大気 篠原健二 福島勇                                                           | 4月16日       |
| 第四幕     | 夢見がちな商人と月明りの別れ   | 浦畑達彦 | さんぺい聖        | 加藤峻一                                           | 水上ろんど 中村優作 櫻井拓郎 北島勇樹 石田啓一 所沢映画 李文竜 孫一銘 王思語 包佳儀 殷鈞濤 周俊杰 覃启若 欧文莹侠 | 冨岡寛 輿石暁 露木愛里 江藤大気 福島勇 シンヒョンウ                                         | 4月23日       |
| 第五幕     | 狼の化身と従順な子羊           | 浦畑達彦 | 高橋丈夫          | 薮内悠                                             | 鷲田敏弥 熊谷香代子 片岡英之 森悦史 柳孝相 南伸一郎 エバーグリーン 星月動画 Han Jung Y Jo Eun Gyeong Jung Young Hee Park Sun Young Him Hee Young Yun Jyung In Song Se Hyun                                                                                      | 羽田浩二 江藤大気 福島勇 露木愛里 篠原健二 渡辺浩二                                         | 4月30日       |
| 第六幕     | 商人と理不尽な神               | 浦畑達彦 | 頂真司            | 加藤峻一                                           | 飯飼一幸 服部憲知 𠮷田肇 田中克憲 井上貴騎 阪本麻衣 Lotus Animation Nguyen Thi Lan Ngoc 寧波麦冬映画 J-cube 杭州神在动画 | 日向晴香 福島勇 露木愛里 江藤大気 鞠野黄英 坂田理 篠原健二 冨岡寛 矢山菜摘 黒宮紗於里       | 5月7日        |
| 第七幕     | 神の天秤と草原の魔術師         | 猫田幸   | 迫井政行          | 萩野竜也                                           | 五藤有樹 井上貴騎 清水博幸 中尾高之 星野真澄 紺野みすみ 山根あおい 阿部可奈子 武本大樹 徐玉寧 殷鈞濤 田羽晗歌 包佳儀 李文竜 所沢映画 | 露木愛里 福島勇 LAZZ 野口孝行                                                               | 5月14日       |
| 第八幕     | 旅の道連れと不吉な知らせ       | 木澤行人 | 高橋丈夫          | 貴田祐太                                           | 安達佑 鶴田愛 櫻井拓郎 松本勝次 鈴木雄大 LAZZ シンヒョンウ パクソンヨン チョンヨンヒ グエン・ティ・ラン・ゴク フン・イエン・フオン HONG NHUNG | 水上ロンド 出雲誉明 井上貴騎 江藤大気 坂田理 篠原健二 冨岡寛 露木愛里 シンヒョンウ          | 5月21日       |
| 第九幕     | 甘い蜜と苦い鎧                 | 猫田幸   | 頂真司            | 森友宏樹                                           | 阿部可奈子 安達佑 阪本麻衣 小橋陽介 朝日まとい 鞠野黄英 趙殷卿 朴宣映 申今燮 鄭英姫 金禧英 尹貞仁 フン・イエン・フオン 所沢映画 echo | 羽田浩二 矢山菜摘 篠原健二 冨岡寛 宋世賢 福島勇 渡辺浩二                                    | 5月28日       |
| 第十幕     | 狼の知恵と商人の口車           | 木澤行人 | 高橋丈夫          | 薮内悠                                             | 井上貴騎 鷲田敏弥 熊谷香代子 飯飼一幸 松下純子 森悦史 柳孝相 エバーグリーン 星月動画 | 羽田浩二 渡辺浩二 江藤大気 矢山菜摘 ソンセヒョン 篠原健二 露木愛里 黒宮紗於里 鞠野黄英      | 6月4日        |
| 第十一幕   | 狼の森と凍てつく雨             | 猫田幸   | 佐野隆史          | 加藤峻一 間島崇寛 青柳宏宜 貴田祐太                | 阪本麻衣 井上貴騎 阿部可奈子 高菜 安達佑 LAZZ 福島達也 Nguyen Thi Lan Ngoc Phung Yen Phuong 京江 所沢映画 寧波麦冬映画 NAM HAI ART 杭州神在动画 | 羽田浩二 黒宮紗於里 矢山菜摘 ソンセヒョン 篠原健二 露木愛里 江藤大気 鞠野黄英 福島勇 冨岡寛 | 6月11日       |
| 第十二幕   | 裏切りの代価と黄金の代価       | 木澤行人 | 数井浩子          | 萩野竜也                                           | 井上貴騎 矢山菜摘 星野真澄 山根あおい 小笠原麻美 阿部可奈子 紺野みすみ 石田啓一 LAZZ 小橋陽介 高菜 グエン・ティ・ラン・ゴク フン・イエン・フオン チョウウンギョン チョンヨンヒ パクソンヨン キムヒヨン ユンジョンイン シングムソプ Kwon Yong-sang 所沢映画 echo | 羽田浩二 篠原健二 福島勇 鞠野黄英 矢山菜摘 江藤大気 水上ロンド 冨岡寛 ソンセヒョン          | 6月18日       |
| 第十三幕   | 三人の晩餐と二人の午後         | 木澤行人 | 中山正恵          | 池端隆史 北村充基                                  | 鶴田愛 鞠野黄英 安達佑 石田啓一 水上ロンド Mubon Hyung-jin Bae Jae-un Han So-yi Kim Da-bin Yeon Ji-hye チョウウンギョン チョンヨンヒ シングムソプ パクソンヨン キムヒヨン ユンジョンイン                                                                        | 露木愛里 LAZZ 篠原健二 ソンセヒョン 矢山菜摘 福島勇 冨岡寛 江藤大気 黒宮紗於里              | 6月25日       |
| 第十四幕   | 新しい町と望郷の思い           | 木澤行人 | もりたけし        | 萩野竜也                                           | 井上貴騎 阪本麻衣 亮点 非凡 刘军 顾士娟 グエン・ティ・ラン・ゴク フン・イエン・フオン 陈凯 孙振亮 朴宣映 金禧英 申今燮 鄭英姫 所沢映画 | 羽田浩二 福島勇 冨岡寛 鞠野黄英 黒宮紗於里 宋世賢                                           | 7月2日        |
| 第十五幕   | 鳥の羽と不思議な鉱石           | 木澤行人 | もりたけし        | 貴田祐太                                           | 小橋陽介 亮点 非凡 刘军 顾士娟 顧宏瑜 代星星 鄭翰豐 星域月阾 呉遠志 朴宣映 金禧英 申今燮 所沢映画 | 羽田浩二 江藤大気 福島勇 篠原健二 渡辺浩二 宋世賢                                           | 7月9日        |
| 第十六幕   | 祭りの夜と狂った歯車           | 木澤行人 | 中山正恵          | 森友宏樹                                           | 韩卉 彭丽颖 孙恒睿 罗文倩 顧宏瑜 代星星 鄭翰豐 星域月阾 呉遠志 zhao pan fi jing | 羽田浩二 秦诗雨 福島勇 冨岡寛 鞠野黄英                                                      | 7月16日       |
| 第十七幕   | 行商人の浅知恵と町商人の看板   | 木澤行人 | 中山正恵          | 嵯峨敏                                             | 秦诗雨 孙恒睿 韩卉 彭丽颖 Pham Gia Huy 章雄 陈越 姜军 京江 七霊石作画部 | 羽田浩二 江藤大気 福島勇 篠原健二 宋世賢                                                    | 7月23日       |
| 第十八幕   | 決意の積荷と覚悟の交渉         | 木澤行人 | 高橋丈夫          | 加藤峻一                                           | Lee Jae min Jee Jang man Ho Seong Jin Shim Yu mi zhao pan fi jing | 福島勇 江藤大気 篠原健二 渡辺浩二 冨岡寛 鞠野黄英                                           | 7月30日       |
| 第十九幕   | 見えざる神の手と見えざる狼の心 | 木澤行人 | 島津裕行          | 池端隆史 李起昌 多田野緋兎 森友宏樹 萩野竜也       | 福島達也 秦诗雨 孙恒睿 韩卉 彭丽颖 朱兵楊 張倩茹 蔡子華 辛泽麒 趙殷卿 申今燮 鄭英姫 裵庚善 朴宣映 金禧英 宋世賢 所沢映画 | 羽田浩二 福島勇 秦诗雨 鞠野黄英 水上ロンド 宋世賢                                           | 8月13日       |
| 第二十幕   | 教会の少女と粉挽きの少年       | 木澤行人 | 高橋丈夫          | 萩野竜也 嵯峨敏 多田野緋兎 空久保美貴 Vu Ngoc Tram | 趙殷卿 申今燮 鄭英姫 裵庚善 朴宣映 金禧英 宋世賢 章雄 陈越 姜军 福島達也 七霊石作画部 one ghost studio | 羽田浩二 福島勇 江藤大気 宋世賢 Pham Gia Huy                                                | 8月20日       |
| 第二十一幕 | 異端の村と司祭の契約           | 木澤行人 | セトウケンジ      | 熨斗谷充孝                                         | Lee Jae min Jee Jang man Ho Seong Jin Shim Yu mi zhao pan fi jing | 羽田浩二 福島勇 篠原健二 鞠野黄英 渡辺浩二                                                  | 8月27日       |
| 第二十二幕 | 教会の教えと父の記憶           | 木澤行人 | 高橋丈夫          | 森友宏樹 多田野緋兎 萩野竜也 加藤峻一              | 辛泽麒 趙殷卿 申今燮 鄭英姫 裵庚善 朴宣映 金禧英 one ghost studio 所沢映画 無錫七彩動画 | 羽田浩二 江藤大気 宋世賢 冨岡寛                                                             | 9月3日        |
| 第二十三幕 | 仕組まれた災禍としかるべき報い | 木澤行人 | 森田宏幸          | 程兴富                                             | 秦诗雨 韩卉 罗文倩 彭丽颖 孙恒睿 丘 | 羽田浩二 秦诗雨 篠原健二 福島勇 渡辺浩二 鞠野黄英                                           | 9月10日       |
| 第二十四幕 | 蛇神の道と賢狼の答え           | 木澤行人 | 森田宏幸 佐野隆史 | 萩野竜也 多田野緋兎 空久保美貴 Vu Ngoc Tram        | 石田啓一 京江 所沢映画 無錫七彩動画 one ghost studio echo | 羽田浩二 福島勇 江藤大気 篠原健二 宋世賢                                                    | 9月17日       |
| 第二十五幕 | 奇跡の行方と続く旅路           | 木澤行人 | 高橋丈夫          | 加藤峻一 北村充基 多田野緋兎 宮城大翔 池端隆史     | 辛泽麒 水上ろんど グエン・ティ・ラン・ゴク フン・イエン・フオン ファン・チ・ハイ ゴ・マン・ロン 林卓宇 徐玉寧 孫一銘 原涵妮 殷鈞濤 蘇卓明 鐘燕妮 包佳儀 沈弈婷 姚佳男 趙殷卿 申今燮 鄭英姫 裵庚善 朴宣映 金禧英 無錫七彩動画 one ghost studio                   | 羽田浩二 福島勇 篠原健二 江藤大気 秦诗雨 宋世賢 渡辺浩二 鞠野黄英                           | 9月24日       |

### 放送局（2024年版）
| 放送期間               | 放送時間                     | 放送局     | 対象地域   | 備考                                 |
| ---------------------- | ---------------------------- | ---------- | ---------- | ------------------------------------ |
| 2024年4月2日 - 9月24日 | 火曜 1:30 - 2:00（月曜深夜） | テレビ東京 | 関東広域圏 | 製作参加                             |
|                        |                              | テレビ大阪 | 大阪府     |                                      |
|                        |                              | テレビ愛知 | 愛知県     |                                      |
| 2024年4月3日 - 9月25日 | 水曜 0:30 - 0:59（火曜深夜） | BSテレ東   | 日本全域   | BS放送 初回は0:59 - 1:29に放送。     |
|                        | 水曜 22:00 - 22:30           | AT-X       | 日本全域   | CS放送 / 字幕放送 / リピート放送あり |

| 配信開始日   | 配信時間                       | 配信サイト |
| ------------ | ------------------------------ | --- |
| 2024年4月2日 | 火曜 2:00（月曜深夜） 更新     | ABEMA |
| 2024年4月5日 | 金曜 2:00（木曜深夜） 順次更新 | dアニメストア Lemino ニコニコ生放送 ニコニコチャンネル バンダイチャンネル Hulu TELASA J:COM STREAM milplus U-NEXT アニメ放題 Prime Video FOD Netflix DMM TV TVer ネットもテレ東 music.jp ビデオマーケット カンテレドーガ HAPPY!動画 クランクイン!ビデオ |

### BD
| 巻 | 発売日         | 収録話          | 規格品番  |
| -- | -------------- | --------------- | --------- |
| 1  | 2024年8月21日  | 第1話 - 第6話   | TBR34184D |
| 2  | 2024年9月18日  | 第7話 - 第13話  | TBR34185D |
| 3  | 2024年11月20日 | 第14話 - 第19話 | TBR34186D |
| 4  | 2024年12月18日 | 第20話 - 第25話 | TBR34187D |

### VTuber
2024年4月3日より毎週水曜日19時にてYouTubeのTOHO animationチャンネル及びTikTokのアニメ公式アカウントで、ホロが公式宣伝大使となって動画配信者としてVTuber活動が開始された。
本企画はVTuber事業を展開している株式会社any styleと本アニメの製作委員会「ローエン商業組合」の共同施策による配信である。
| テレビ東京 火曜 1:30 - 2:00（月曜深夜）    | テレビ東京 火曜 1:30 - 2:00（月曜深夜） | テレビ東京 火曜 1:30 - 2:00（月曜深夜） |
| 前番組                                     | 番組名                                  | 次番組                                  |
| ------------------------------------------ | --------------------------------------- | --------------------------------------- |
| 愚かな天使は悪魔と踊る - ※AT-Xとの共同製作 | 狼と香辛料 MERCHANT MEETS THE WISE WOLF | 精霊幻想記2                             |